# Prostration

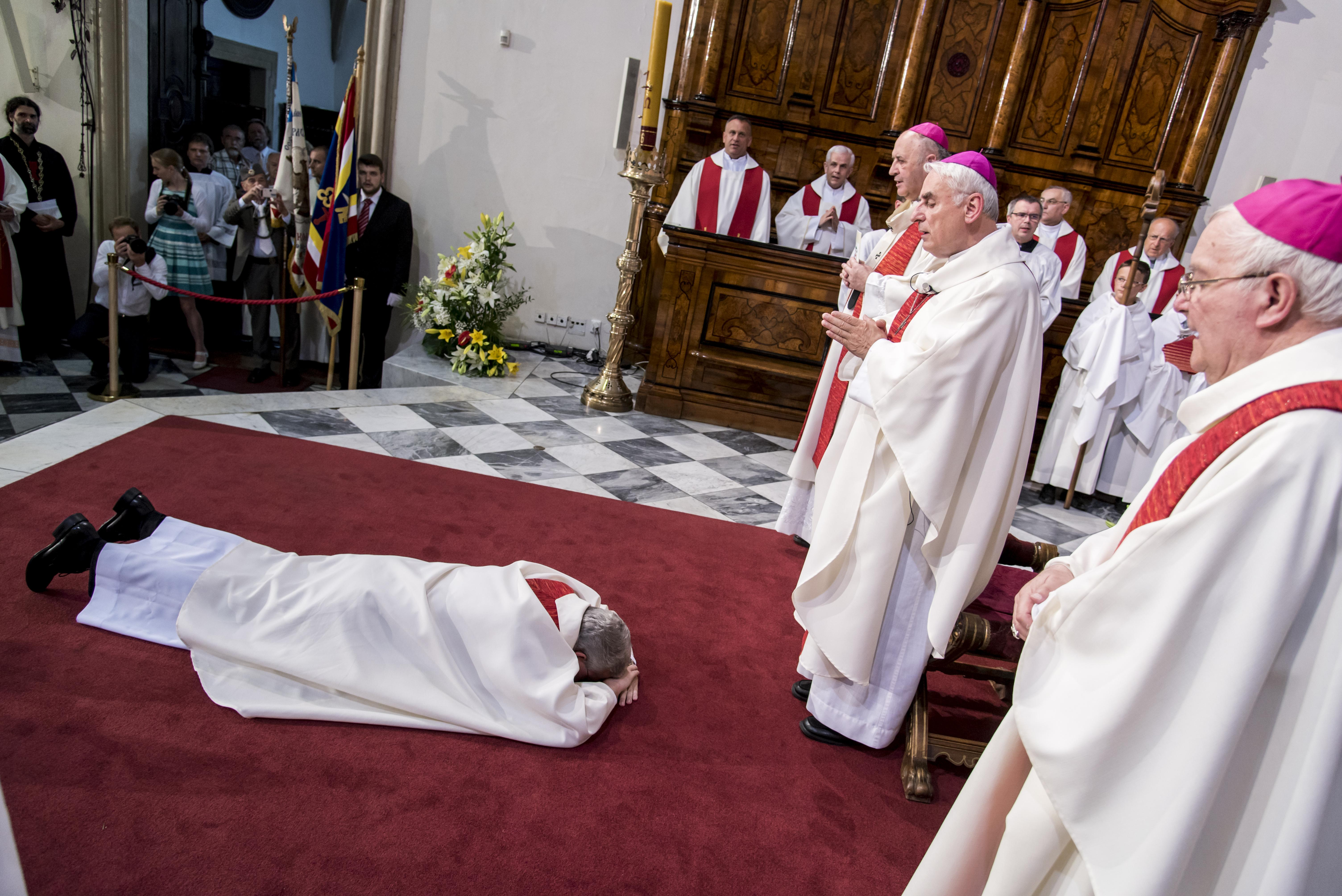

Prostration innebär att lägga sig framstupa eller raklång som ett uttryck för vördnad, till exempel i äldre tider framför furstar och kungar. Det används även som tillbedjan eller underkastelse, vid kyrkliga vigningar och inom ramen för mässan och liturgin. 

## Kristendom
Inom kristendomen används prostration sparsammare, vid högtidliga tillfällen, dock inte till vardags. Prostration brukas i Romersk-katolska kyrkan vid kyrkliga vigningar och prästvigning, biskopsvigning, avläggande av ordenslöfter och i långfredagsliturgin. I västlig liturgi prostrerar kandidaterna genom att lägga sig raklånga på golvet, och långfredagsgudstjänsten inleds med att prästen prostrerar inför altaret.
Inom protestantismens liturgi förekommer prostration mer sparsamt eller inte alls. Det används någon enstaka gång i Svenska kyrkan. Det förekommer prostration någon enstaka gång i samband med prästvigning, främst i Linköpings stift.
Inom de östliga liturgierna, (till exempel Chrysostomosliturgin) prostrerar lekmännen vid några tillfällen genom att låta huvudet nudda golvet för att visa vördnad inför sakramentet.

## Islam
Prostrationen inom islam kallas Sujud (nedfallandet) och ingår i Salat (den vanliga tidebönen.) Man följer då ett bestämt mönster där man går från stående läge till att sätta sig på knä sen sätter man pannan i marken, och sätter sig på knä igen.
I den privata bönen finns ingen böneställning som i till exempel islams rituella bön (men även islam har privatbön kallad Du'a) och därför varierar bruken.

## Buddism
Inom tibetansk buddhism brukar de troende på pilgrimsfärd mot heliga platser och vid framkomsten upprepade gånger lägga sig raklånga på golvet.